# عليسرا
عليسرا (بالفارسية: علیسرا) هي قرية تقع في غيلان في إيران. يقدر عدد سكانها بـ 244 نسمة بحسب إحصاء 2016.